# Bromelia auriculata
Espèce
Classification phylogénétique
Bromelia auriculata est une espèce de plantes tropicales de la famille des Bromeliaceae, endémique du Brésil.

## Distribution
L'espèce est endémique de l'État de Ceará au nord-est du Brésil.

## Description
L'espèce est hémicryptophyte.